# 긴타이교
긴타이교(錦帯橋 킨타이쿄[*])는 야마구치현 이와쿠니시의 니시키가와강에 가교된 목조 아치교이다. 일본 3대 명교(名橋), 일본 3대 기교(奇橋)로 알려져 있으며, 일본의 명승지 중 한곳이다.
5연의 아치로 되어있는 이 다리는, 전체 길이 193.3m, 폭은 5.0m이다. 항저우시의 시 호에 있는 동명의 금대교(錦帶橋)를 모델로 하여 1673년에 가교되었다. 시 호에 있는 금대교와는 2004년에 자매를 맺었다.

## 역사
초대 이와쿠니번주 깃카와 히로이에가 이와쿠니성을 축성한 이후, 이와쿠니성과 성하 마을을 잇는 다리를 건설했지만, 니시키가와 강의 홍수로 자주 유실되었다. 3대 번주인 깃카와 히로요시는 홍수에 견딜 수 있는 다리를 만들도록 착수한다. 교각이 없으면 유실을 면할 수 있다는 것에 착안하여, 목수인 고다마 구로에몬을 가이노쿠니에 보내 교각이 없는 사루 교의 조사를 명했다. 하지만 강폭이 30m인 곳에 놓여 있는 사루 교와 달리 니시키가와 강의 강폭은 200m였기 때문에 사루 교 같은 하네바시 형식으로 건설하는 것은 곤란했다.
그러나 명에서 귀화한 승려인 도쿠류(独立)에게서 항저우의 서호에는 섬을 따라서 이어진 6연의 아치교가 있다는 것을 듣고 히로요시는 이를 근거로 니시키가와 강에 아치가 연달아 놓인 다리를 짓기로 결심한다. 아치들 사이에 놓일 교각은 돌로 쌓아 홍수에 견딜 수 있게 했다.
고다마 구로에몬이 설계하여 1673년 5연의 아치교인 긴타이 교가 완성되었다. 다음해 1674년 또다시 홍수로 유실되었으나, 같은 해 자갈로 교각의 보강 공사를 한 후 276년간 그 모습 그대로를 유지하였다. 1950년 9월에 발생한 태풍 케지아(キジア台風, Typhoon Kezia)로 인해 또다시 유실되었다가 1953년에 재건되었다.
1998년 5월 6일 경트럭으로 다리를 건너던 남자 3인이 체포되었고, 다리에 생긴 상처를 복원하는데 약 220만엔의 비용이 들어갔다.
2001년부터 2004년에 26억엔의 비용을 들여 교체부분을 바꾸는 공사가 진행되었다.
2005년 9월 6일부터 7일에 걸쳐 규슈 지방, 산인 지방을 통과한 태풍 나비에 의해 제1교의 교각 2기가 유실되었다. 후에 복구공사가 시작되어 오늘에 이르고 있다.

## 아치 형상에 대해서
긴타이 교의 아치 형상은 원으로 보아 왔지만, 근년에 들어서 현수선일 가능성을 연구자들이 제시하고 있다. 이게 사실일 경우 당시의 기술수준은 높았다고 할 수 있다.

## 통행요금
긴타이 교를 건너기 위해서는 이하의 요금이 필요하며, 모두 왕복요금으로 계산한다. 요금소의 영업시간은 08:00 ~ 17:00(하절기 19:00)로, 요금소의 영업이 끝난 후에도 야간요금함에 요금을 넣고 건널 수 있게 되어 있다.
- 개인
  - 대인 300엔
  - 소인 150엔
- 단체（15명 이상）
  - 대인 250엔
  - 소인 120엔

※대인은 중학생 이상, 영아 무료.

## 같이 보기
- 가즈라 교
- 사루 교